# Gotra varipes
Gotra varipes là một loài tò vò trong họ Ichneumonidae.